# Raif Jansz
Raif Jansz (* um 1935; † 16. Oktober 2010 in Melbourne) war ein sri-lankischer Badmintonspieler.

## Karriere
Raif Jansz entstammt dem Ort Wellawatte, wo er die St. Lawrence’s School besuchte. 1954 gewann er seine ersten beiden nationalen Titel in Sri Lanka, gefolgt von vier weiteren Titeln bis 1959. 1960 heiratete er Pam, eine Absolventin des Methodist College in Kollupitiya. Anfang der 1970er Jahre verließ die Familie mit ihren zwei Kindern Sri Lanka in Richtung Australien.

## Sportliche Erfolge
| Saison | Veranstaltung               | Disziplin    | Platz | Name                                 |
| ------ | --------------------------- | ------------ | ----- | ------------------------------------ |
| 1954   | Sri-lankische Meisterschaft | Mixed        | 1     | Raif Jansz / R. Bartholomeus         |
| 1954   | Sri-lankische Meisterschaft | Herreneinzel | 1     | Raif Jansz                           |
| 1955   | Sri-lankische Meisterschaft | Mixed        | 1     | Raif Jansz / R. Bartholomeus         |
| 1956   | Sri-lankische Meisterschaft | Herrendoppel | 1     | Peethamparam Sivalingam / Raif Jansz |
| 1956   | Sri-lankische Meisterschaft | Herreneinzel | 1     | Raif Jansz                           |
| 1957   | Sri-lankische Meisterschaft | Herrendoppel | 1     | Peethamparam Sivalingam / Raif Jansz |
| 1959   | Sri-lankische Meisterschaft | Herrendoppel | 1     | K. Kanagarajah / Raif Jansz          |

## Referenzen
- https://sundaytimes.lk/101121/Plus/plus_04.html

| Personendaten    | Personendaten                   |
| ---------------- | ------------------------------- |
| NAME             | Jansz, Raif                     |
| KURZBESCHREIBUNG | sri-lankischer Badmintonspieler |
| GEBURTSDATUM     | um 1935                         |
| STERBEDATUM      | 16. Oktober 2010                |
| STERBEORT        | Melbourne                       |